# Jeremy Ratchford

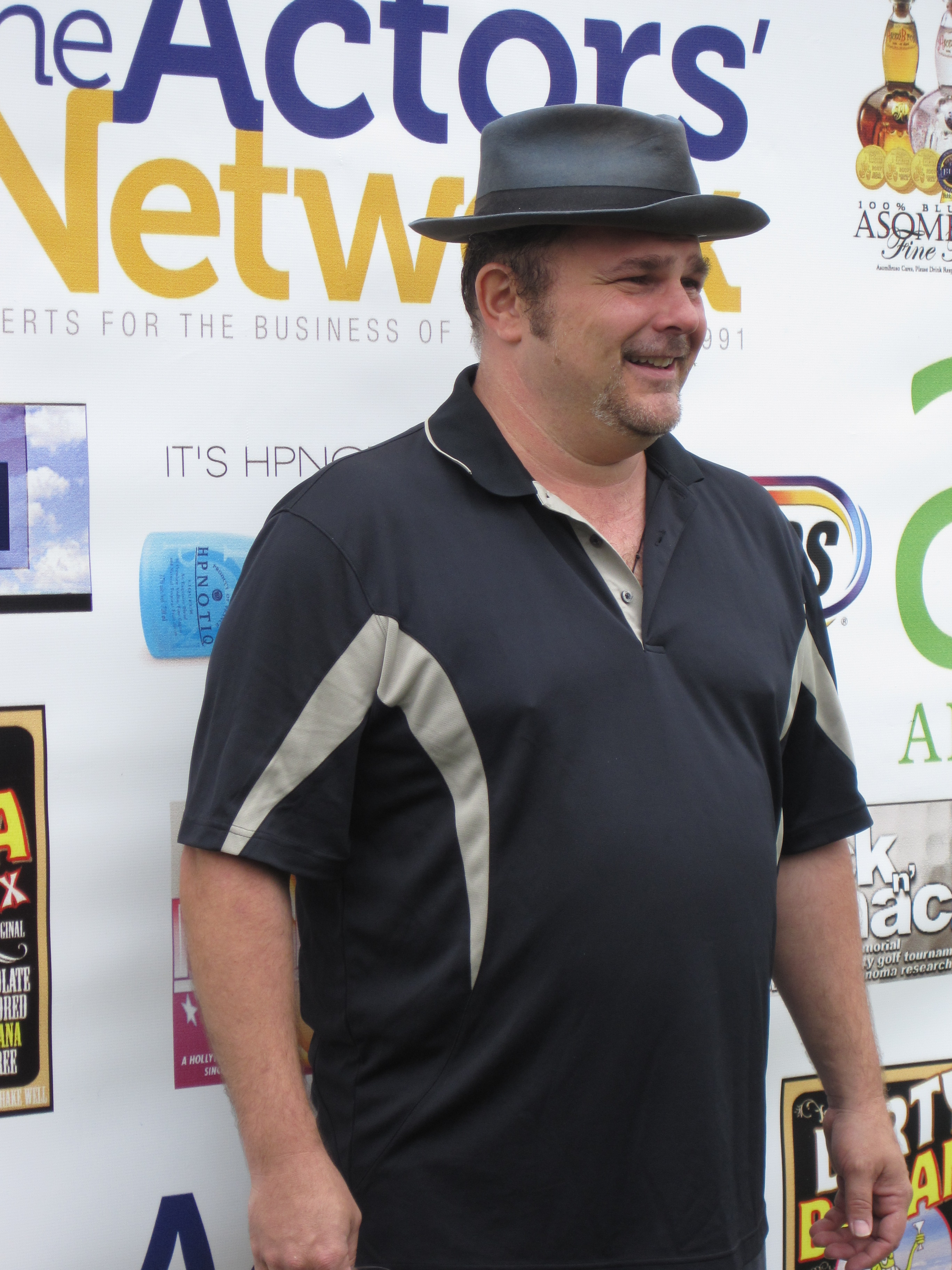
Jeremy Ratchford

Jeremy Ratchford (* 6. August 1965 in Kitchener, Ontario) ist ein kanadischer Schauspieler.
Bekannt wurde Ratchford durch seine Rolle als Nick Vera in der Fernsehserie Cold Case – Kein Opfer ist je vergessen sowie durch zahlreiche Fernsehfilme und Serienauftritte.

## Auszeichnungen
Ratchford wurde dreimal für den Gemini Award nominiert.
- 1996 als bester Hauptdarsteller in einer Miniserie für Small Gifts
- 2001 und 2003 als bester Schauspieler in einer Dauerrolle für Blue Murder[1]

## Filmografie (Auswahl)

### Serien
- 1987: Nachtstreife (Night Heat, Fernsehserie, 2 Folgen)
- 1997: Der Sentinel – Im Auge des Jägers (The Sentinel, eine Folge)
- 1998: Buffy – Im Bann der Dämonen (Buffy the Vampire Slayer, 2 Folgen)
- 1998: Outer Limits – Die unbekannte Dimension (The Outer Limits, eine Folge)
- 1998: Poltergeist – Die unheimliche Macht (Poltergeist: The Legacy, Folge 4x08 „Der Seelenjäger“)
- 1999: JAG – Im Auftrag der Ehre (JAG, Folge 4x15 „Im Namen der Rache“)
- 2002: CSI – Den Tätern auf der Spur (CSI: Crime Scene Investigation, Folge 2x16 „Eisiger Tod“)
- 2002: New York Cops – NYPD Blue (NYPD Blue, eine Folge)
- 2003–2010: Cold Case – Kein Opfer ist je vergessen (Cold Case, 156 Folgen)
- 2011: Shameless (eine Folge)
- 2012: Perception (Folge 01x01)
- 2015: The Mentalist (Folge 07x07)
- 2015: Navy CIS (NCIS, Folge 13x09)
- 2015: Bones – Die Knochenjägerin (Bones, Folge 10x15)
- 2017: Criminal Minds: Beyond Borders (Folge 02x13)
- 2018: Chicago P.D. (Folge 04x07)
- 2019: Hudson & Rex (1 Folge)

### Filme
- 1988: Nummer 5 gibt nicht auf (Short Circuit 2)
- 1992: Auf der Suche nach Daddy (Change of heart)
- 1992: Erbarmungslos (Unforgiven)
- 1994: Allein gegen die Unterwelt (Getting Gotti, Fernsehfilm)
- 1995: Brownwood Prison – Rodeo hinter Gittern (Convict Cowboy)
- 1996: Amy und die Wildgänse (Fly Away Home)
- 1996: Eine Familie zum Kotzen (The Stupids)
- 1996: Generation X
- 1996: Highway to Hell (Moonshine Highway)
- 2000: Road Trip in die Hölle (Blacktop)
- 2001: Angel Eyes
- 2001: The Barber – Das Geheimnis von Revelstoke (The Barber)
- 2008: Ein verlockendes Spiel (Leatherheads)
- 2011: The New Republic
- 2013: Lost on Purpose
- 2014: Jersey Boys
- 2017: Small Town Crime

### Synchronisation
- 1992: X-Men